# Ailleurs (film)
Pour plus de détails, voir Fiche technique et Distribution.
Ailleurs (Away Projām) est un film d'animation letton réalisé par Gints Zilbalodis et sorti en 2019,. Il s'agit d'un film d'aventure onirique et fantastique adoptant un rendu d'animation en deux dimensions et en couleurs pleines. Le film ne contient aucun dialogue. Zilbalodis seul a conçu, dessiné, animé et composé la musique du film,,. Le film reprend et développe le sujet abordé dans le court métrage Oasis.

## Synopsis
Après une catastrophe aérienne, un jeune garçon se réveille suspendu à un parachute accroché à un arbre, au milieu d'un paysage sauvage. Il découvre alors un pays inconnu et exotique, mais se fait prendre en chasse par un inquiétant humanoïde géant. Accompagné d'un minuscule oiseau jaune, il part en quête d'un moyen de rentrer chez lui.

## Fiche technique
- Titre : Ailleurs
- Titre original : Away (titre international anglais) ou Projām (titre letton)
- Réalisation : Gints Zilbalodis
- Scénario : Gints Zilbalodis
- Musique : Gints Zilbalodis
- Image : Gints Zilbalodis
- Effets visuels : Nicolas Cadorette Vigneau
- Montage : Gints Zibalodis
- Studio de production : Bilibaba
- Studios de distribution : Bilibaba (international, tous supports), Film & TV House (DVD sauf aux États-Unis)
- Pays de production :  Lettonie
- Durée : 75 minutes
- Format : couleur - numérique - 2,35:1
- Dates de sortie :
  - Croatie : 4 juin 2019 (Zagreb)
  - Lettonie : 17 octobre 2019 (Festival international du film de Riga), 15 novembre 2019 (sortie en salles)
  - France : 10 juin 2019 (Festival d'Annecy) ; 23 septembre 2020 (sortie nationale)[6]

## Distinctions
En 2019, au Festival d'Annecy, Ailleurs obtient le prix Contrechamp.